# Joan Aguadé Prim
Joan Aguadé Prim, conegut com a Joan de la Sió (Vilabella del Camp, l'Alt Camp, 1911 - 1984) va ser un pagès, cooperativista i sindicalista català.
Durant la Segona República Espanyola, l'any 1936 ja era un destacat sindicalista a la seva població. Quan el maig del 1937 la Junta directiva del Sindicat de Treballadors del Camp i Oficis Varis es reconvertí en Sindicat de Treballadors de la Terra de la UGT, formà part de la primera junta d'aquest sindicat. Va pertànyer a la col·lectivitat agrícola, formada pels rabassaires de les terres confiscades i altres afiliats. El 24 de juny de 1939 fou jutjat a Tarragona a causa de la Guerra Civil Espanyola. Se sap que el 1943 residia a la seva població en llibertat condicional. El 1984 va patir un accident i morí aixafat per un carro.